# 7251 Kuwabara
7251 Kuwabara este un asteroid din centura principală de asteroizi.

## Descriere
7251 Kuwabara este un asteroid din centura principală de asteroizi. A fost descoperit pe 30 septembrie 1992 la Kitami de Kin Endate și Kazuro Watanabe. Asteroidul prezintă o orbită caracterizată de o semiaxă mare de 2,56 ua, o excentricitate de 0,08 și o înclinație de 3,6° în raport cu ecliptica.